# Ley Maura
Se conoce por ley Maura a un texto impulsado por el ministro de Ultramar español Antonio Maura a finales del siglo XIX. Promulgada el 19 de mayo de 1893, sentó las bases de la división municipal de Filipinas. Entró en vigor en 1895.
Entre otras medidas planteó asignar y asegurar a los nativos filipinos las tierras de cultivo necesarias, exceptuando aquellas que asignadas en 1880 no habían sido reclamadas antes de promulgarse la ley, y la creación de tribunales, municipalidades y juntas de gobierno. Estas instituciones fueron respetadas en casi todos los casos por los sucesivos gobiernos de las islas y han sobrevivido hasta hoy.